# 9333 Hiraimasa
A 9333 Hiraimasa (ideiglenes jelöléssel 1990 TK3) a Naprendszer kisbolygóövében található aszteroida. Endate K. és Vatanabe Kazuró fedezte fel 1990. október 15-én.